# Thaumastogarypus zuluensis
Thaumastogarypus zuluensis es una especie de arácnido del orden Pseudoscorpionida de la familia Garypidae.

## Distribución geográfica
Se encuentra en el sur de África.